# Giada Gray

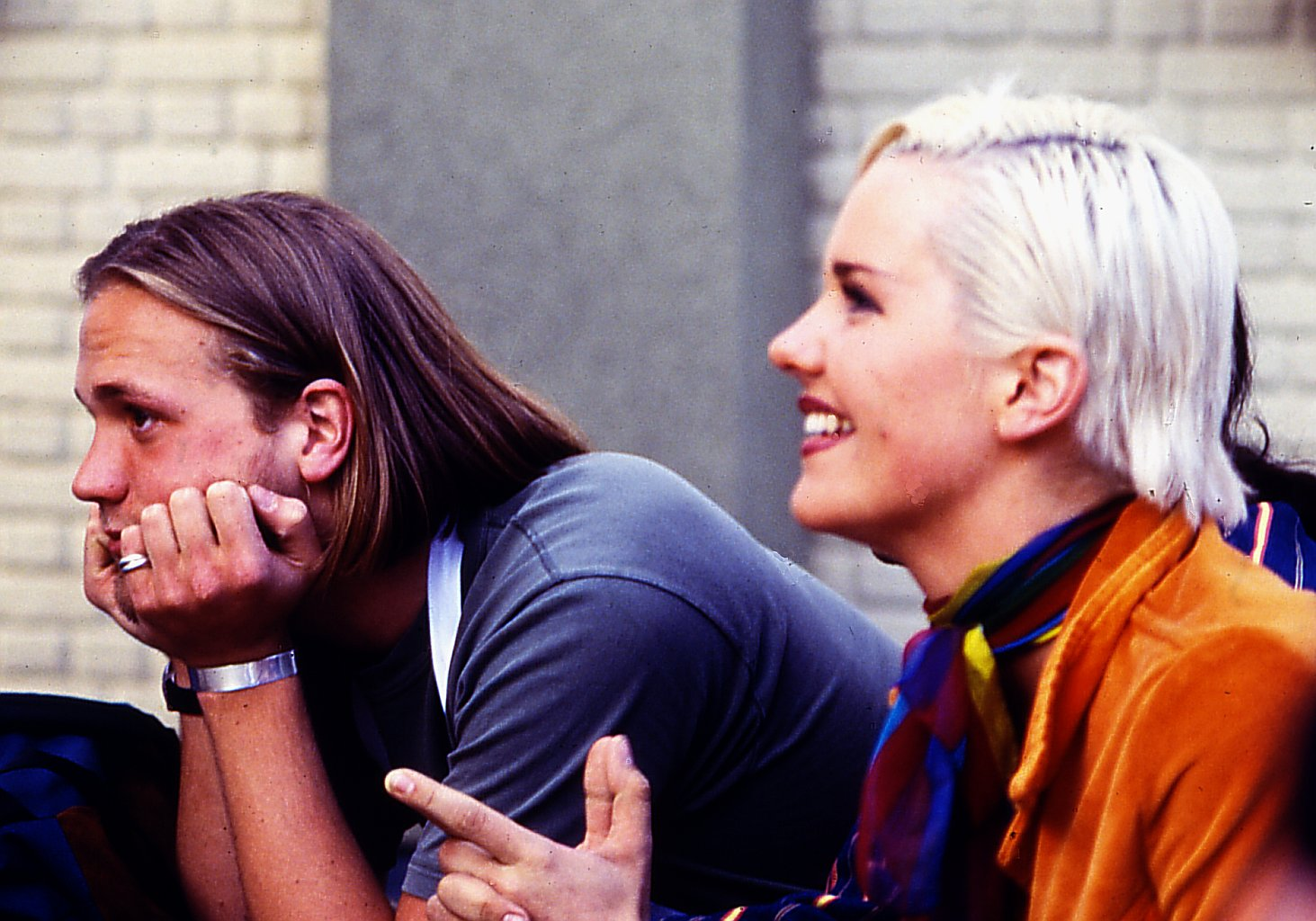
Moritz A. Sachs und Giada Gray beim Tag der offenen Tür zur 600. Folge der Lindenstraße in Köln-Bocklemünd

Giada Gray (* 23. Juni 1977 in Dublin, auch Giada Dobrzenska) ist eine irische Künstlerin.

## Leben
Gray verbrachte ihre Kindheit in Kanada. Sie besuchte von 1996 an das St. Martin College in London, in dem Videokunst und Experimentalfilm unterrichtet wird. Bill Mockridge ist ihr Onkel.
Von 1996 bis 2003 spielte sie die Pat Wolfson in der Lindenstraße. Danach wirkte sie dort ab 2006 sporadisch als Gast mit. 2001 produzierte und führte sie Regie in Mon amour mon parapluie. Unter dem Namen Giada Dobrzenska drehte sie 2003 die Dokumentation The Making of ’Bollywood Queen’.